# Sainte-Colombe-sur-Loing
Sainte-Colombe-sur-Loing – miejscowość i dawna gmina we Francji, w regionie Burgundia-Franche-Comté, w departamencie Yonne. W 2016 roku populacja ówczesnej gminy wynosiła 201 mieszkańców. 
W dniu 1 stycznia 2019 roku z połączenia dwóch ówczesnych gmin – Sainte-Colombe-sur-Loing oraz Treigny – powstała nowa gmina Treigny-Perreuse-Sainte-Colombe. Siedzibą gminy została miejscowość Treigny. 